# City of Adelaide (1864)
 (novembre 2023).
Si vous disposez d'ouvrages ou d'articles de référence ou si vous connaissez des sites web de qualité traitant du thème abordé ici, merci de compléter l'article en donnant les références utiles à sa vérifiabilité et en les liant à la section « Notes et références ».
Le City of Adelaide est un ancien clipper britannique de 1864. Il a navigué entre l’Angleterre et l'Australie pour le transport de passagers et de marchandises, puis sur les côtes anglaises. Il devient par la suite le quartier général de la Royal Naval Reserve de Glasgow, après avoir servi de navire-école de la Royal Navy. Très détérioré, il n'a pu y être restauré pleinement au Royaume-Uni par le Scottish Maritime Museum. La coque a été offerte à l'Australie qui l'expose désormais comme navire musée au port d'Adélaïde.
Ce bâtiment est inscrit au registre du National Historic Ships depuis 1993 avec le certificat no 433 et au NAHV (National Archive of Historic Vessels).

## Histoire

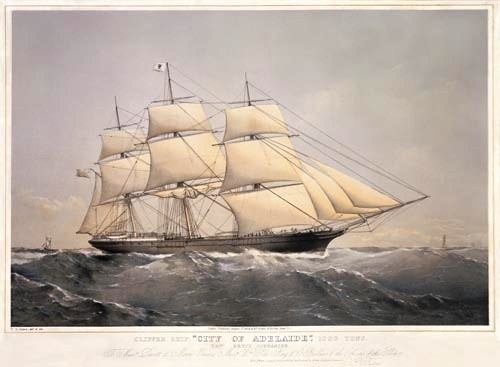
Lithographie représentant le City of Adelaide

Le City of Adelaide est un clipper construit en Angleterre à Sunderland par William Pile, Hay et Co. et lancé le 7 mai 1864. Initialement gréé en trois-mâts carré, il est conçu pour le transport de passagers et de marchandises entre l'Angleterre et l'Australie. C'est un exemplaire de construction navale composite.
Entre 1864 et 1887, le clipper fait 23 voyages annuels de Londres et de Plymouth à Adélaïde en Australie du Sud. Au cours de cette première période, il joue un rôle important dans l'immigration vers l'Australie. Aux voyages de retour il transporte à Londres des passagers, de la laine, et le cuivre d'Adélaïde et de Port Augusta. De 1869 à 1885, il fait partie de la flotte Adelaide Line of Clippers de Harrold Brothers (en). Il est regréé en trois-mâts barque de 1881 à 1891.
Après 1887, le navire transporte du charbon le long de la côte britannique et du bois à travers l'Atlantique. En 1893, il devient un hôpital flottant à Southampton et la Royal Navy l'achète en 1923. Reconverti en tant que navire école, il est renommé HMS Carrick, pour éviter toute confusion avec le nouveau HMAS Adelaide. Le HMS Carrick est basé en Écosse jusqu'en 1948, date à laquelle il est désarmé et offert à la Royal Naval Volunteer Reserve Club ; il est remorqué dans le centre de Glasgow pour servir de club flottant. Il reste dans la Royal Navy sous ce nom jusqu'en 1948.
Après son déclassement, il prend le nom de Carrick jusqu'en 2001. Il reste sur le fleuve Clyde jusqu'en 1989. Endommagé à cause des inondations, il est mis sous protection comme listed building mais, en 1991, il coule à son poste d'amarrage.
Le Carrick est récupéré par le Scottish Maritime Museum (en) et l'année suivante, il est replacé sur un slipway privé proche du musée d'Irvine, le même que celui qui avait vu sa refonte en 1923. Les travaux de restauration se poursuivent, mais le financement s'épuise en 1999. À partir de 2000, l'avenir du navire est incertain. Après avoir reçu un avis d'expulsion des propriétaires du slipway privé, le musée maritime d'Écosse est réduit à proposer la destruction du navire. Lors d'une conférence organisée par SAR le duc d'Édimbourg en 2001, il est proposé d'assurer la conservation de ce navire et de lui redonner son nom de baptême City of Adelaide. Des propositions de sauvetage sont élaborées par des groupes basés à Sunderland et en Australie-Méridionale.
En 2010, le gouvernement écossais décide de l'expédier au port d'Adélaïde, pour y être exposé en navire musée, en tant que dernier représentant de ce type de trois-mâts à passagers. En septembre 2013, le navire est chargé sur une grande barge et transporté de l'Écosse aux Pays-Bas, pour y être conditionné pour son transfert en l'Australie. À la fin de novembre 2013, chargé sur le pont du cargo MV Palanpur, City of Adelaide quitte définitivement l'Europe pour Port Adelaide, où il arrive le 3 février 2014.
C'est l'un des plus anciens clippers au monde avec le Cutty Sark (1869) exposé à Londres et le HMS Gannet de 1878 exposé à Chatham.